# Dante nella vita e nei tempi suoi
Dante nella vita e nei tempi suoi è un film del 1922 diretto da Domenico Gaido. Venne girato negli studi cinematografici appositamente costruiti a Rifredi, quartiere di Firenze. Realizzato in vista della ricorrenza del VI centenario della morte di Dante Alighieri, incontrò notevoli difficoltà finanziarie e scarso successo di critica e commerciale.

## Trama
Nella Firenze percorsa dai conflitti che oppongono le diverse fazioni, il capo del partito patrizio, Corso Donati, tenta di unire alcune famiglie prima avversarie – i Lottaringi ed i Calegari – per opporsi a quello dei popolari, di cui fa parte Dante Alighieri. Le vicende e gli intrighi riguardano sia la vita pubblica sia le vicende private, in particolare l'amore di Lippo Lottaringi per Coronella, che invece aspira a prendere i voti. Quando i Guelfi sconfiggono i Ghibellini, sarà Dante a promuovere la loro riscossa. Donati perisce in battaglia, ma Dante muore a Ravenna, vittima della malaria, dove s'era recato per evitare una guerra con Venezia. Dopo la sua morte, il figlio ritroverà grazie ai consigli del padre che gli è apparso in sogno, le ultime pagine dei canti del Paradiso ritenuti dispersi.

## Produzione
Il film nacque per celebrare il sesto centenario della morte di Dante, che ricorreva nel settembre 1921. In vista di quella scadenza nel 1920 un imprenditore fiorentino, il conte Giovanni Montalbano, che già aveva prodotto alcune pellicole con una propria casa di produzione, associò la sua azienda con la "Cito cinema" costituendo la "Dante Film".

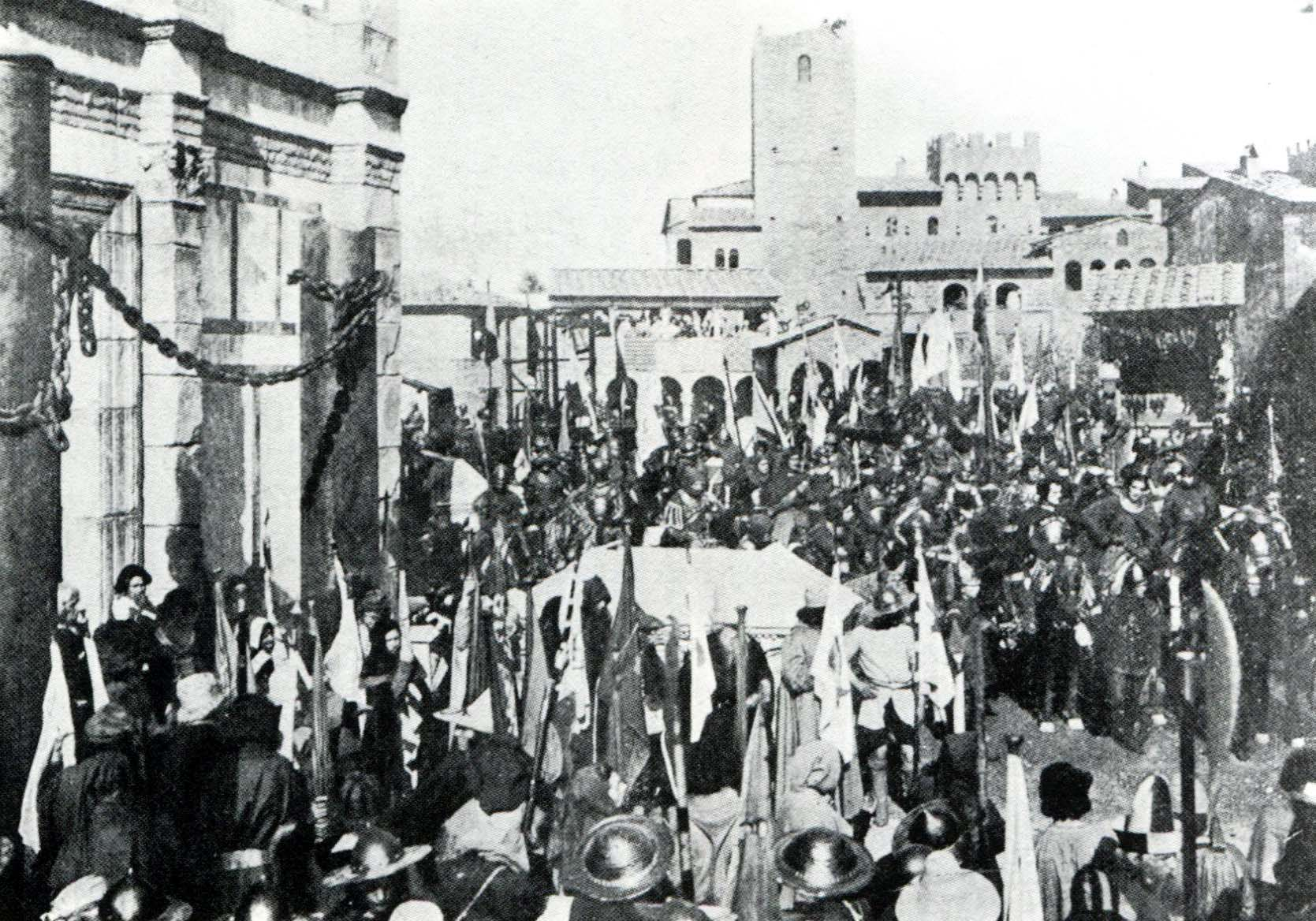
Per il Dante furono costruite a Rifredi grandiose scenografie della Firenze medievale e furono realizzati oltre 2000 costumi d'epoca

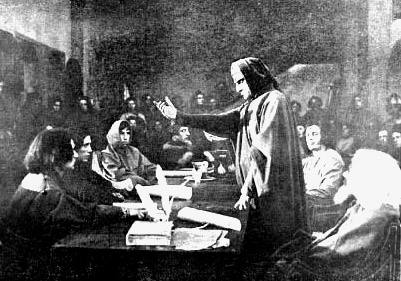
Fotogramma del film

I promotori tentarono anche, senza riuscirci, di coinvolgere nel progetto la "U.C.I.". L'intenzione era di costruire ex novo uno stabilimento cinematografico, visto come alternativa toscana alle strutture produttive romane e torinesi.
Di fronte alle iniziali difficoltà, nel luglio 1920 il progetto venne rilanciato con la costituzione di una terza società, la "V.I.S." (Visioni Italiane Storiche). In questo caso si riuscì ad attrarre importanti finanziatori tra cui la Banca di Sconto (il cui direttore diventò il Presidente della neonata società, della quale Montalbano restò amministratore), che poi però, andrà in fallimento l'anno successivo.
La redazione del soggetto fu affidata al drammaturgo Valentino Soldani, a cui venne affiancato un nutrito stuolo di consulenti, tra cui i "dantisti" Isidoro Del Lungo, Guido Biagi, Giuseppe Lando Passerini e Corrado Ricci, oltre a personalità come Paolo Boselli e Sem Benelli.
Nel gennaio 1921 fu acquistato un vasto terreno nella zona di Rifredi, in via delle Panche, su cui si iniziò a realizzare le scenografie del film, allestendovi una puntuale ricostruzione della Firenze medievale (compresi il Battistero e le case dei Cerchi, dei Donati, dei Portinari, oltre al Ponte Vecchio com'era nel Duecento senza le botteghe) per un totale di 42 tra interni ed esterni. Vennero anche realizzati oltre 2000 costumi d'epoca. Ci si rivolse ad attori importanti, a cui si destinarono somme rilevanti (Diana Karenne, pur non avendo un ruolo di protagonista, ottenne un contratto di ben 200.000 lire del tempo),  mentre per la regia si pensò dapprima a Gabriellino D'Annunzio (reduce dalla regia de La nave), per poi affidarla a Gaido. Si tentò anche, senza esito, di far sì che il re visitasse il set del film.

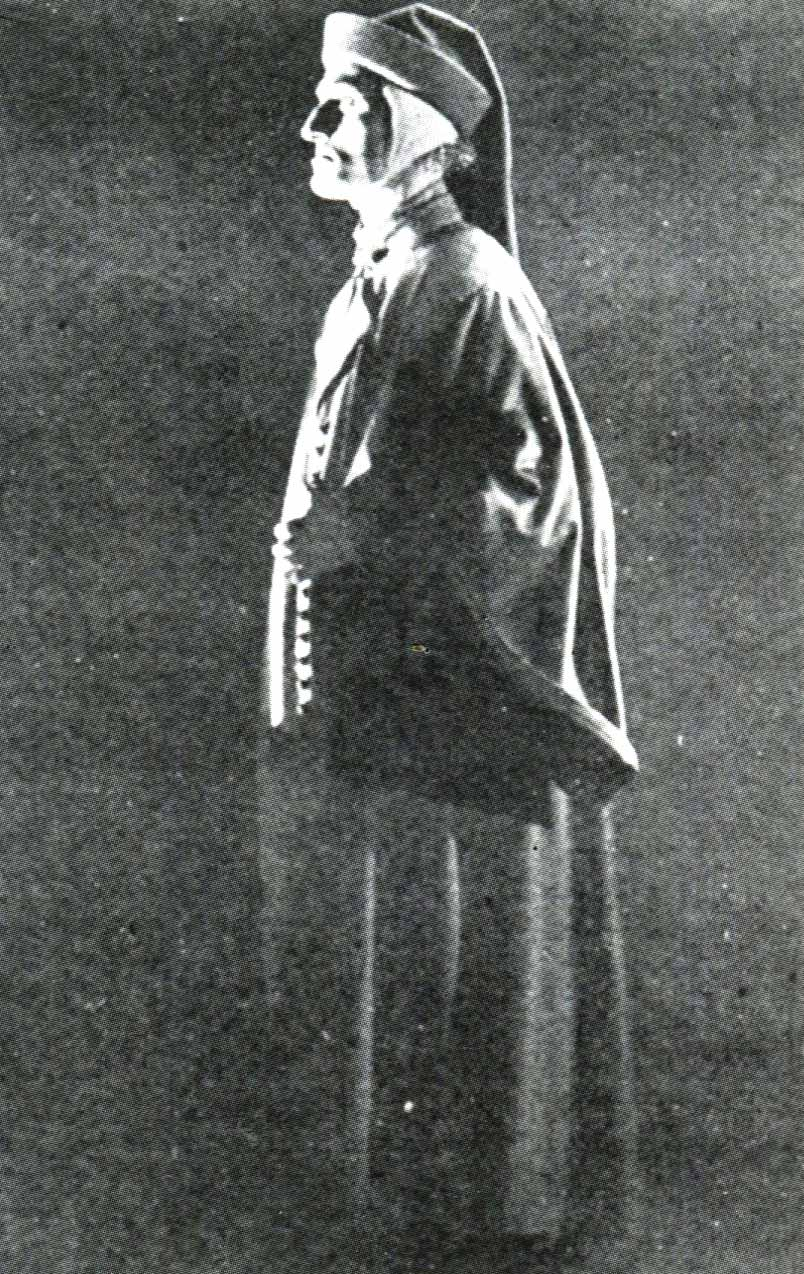
Guido Maraffi interpreta Dante Alighieri

Ma ben presto gli ambiziosi progetti dovettero fare i conti con serie difficoltà finanziarie. A queste si aggiunsero contrasti tra Soldani ed il consulente storico Guido Biagi. A causa di ciò, la lavorazione, che era iniziata nel luglio 1921, andò a rilento. Il Dante non fu pronto che all'inizio del 1922, in ritardo rispetto all'anniversario, per il quale fu un altro film "dantesco" realizzato in concorrenza – La mirabile visione della Tespi Film – ad arrivare per primo,  diventando il film ufficiale del centenario. Nel frattempo la "V.I.S." era fallita ed il film era stato acquistato da una quarta azienda, il "Sindacato Film Storiche"..
Ciononostante Dante nella vita e nei tempi suoi ebbe, anche a causa della sua inusitata lunghezza (3.645 metri), una distribuzione saltuaria ed irregolare. In Italia uscì con un ritardo di anni (a Roma nel 1923, a Torino addirittura nel 1925), e finì per essere utilizzato soprattutto per proiezioni di tipo didattico-morale in scuole, collegi e seminari. All'estero, sia in Europa sia negli Stati Uniti ci si scontrò con insormontabili difficoltà all'esportazione.

## Accoglienza
I commenti non avevano risparmiato toni entusiastici durante la preparazione del film, annunciandolo come «un'opera di propaganda italiana [nella quale] si sono profusi milioni per una ricostruzione storica che porterà il nome d'Italia in America, in Asia, in Australia». Ma su quei mercati Dante nella vita e nei tempi suoi non arrivò mai ed anche in Italia i commenti, così come l'accoglienza del pubblico, furono tiepidi, quando non decisamente negativi.

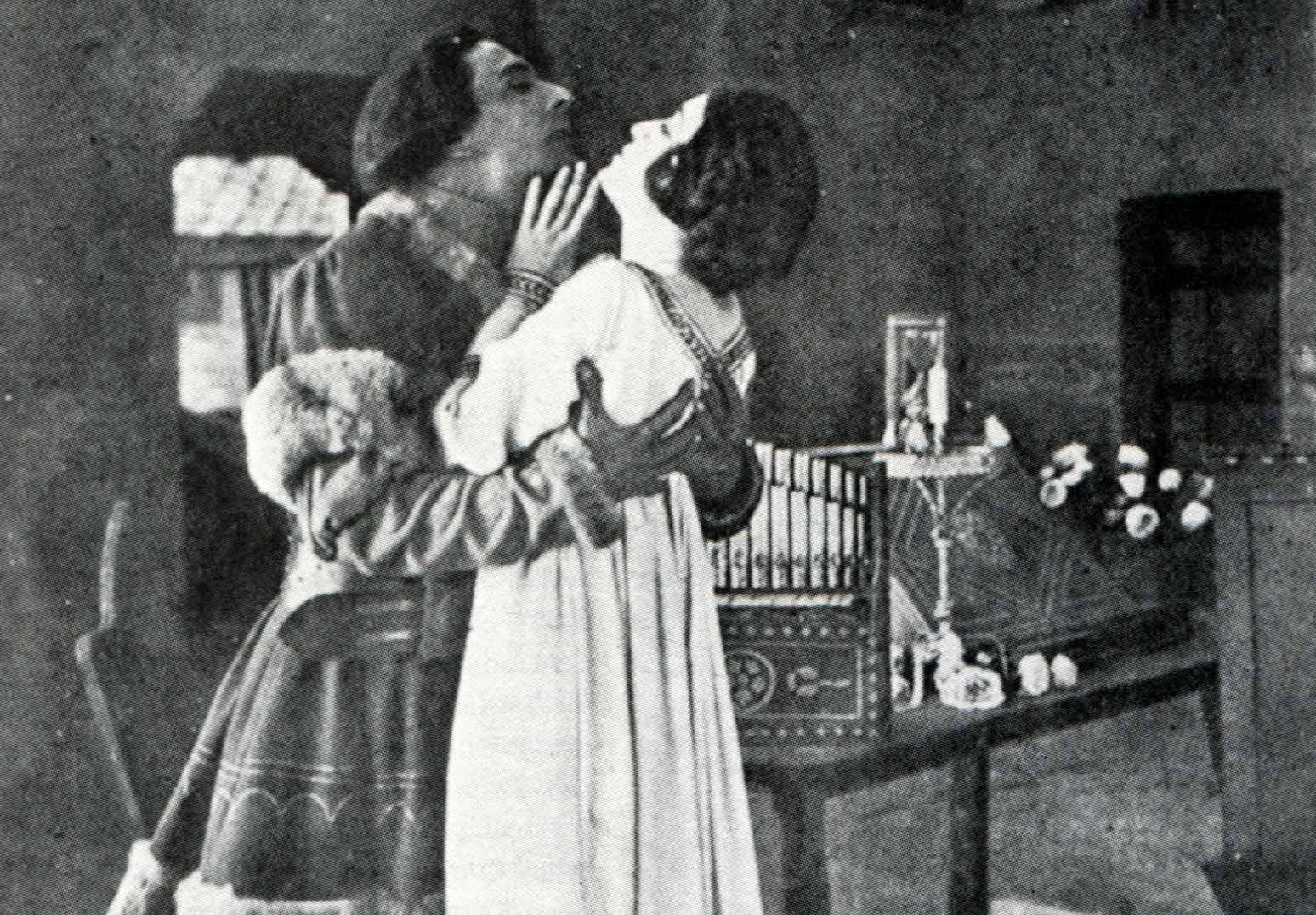
foto di scena

Vi fu infatti chi lo descrisse come «film farraginoso, che smarrisce quella limpida chiarezza tanto necessaria per un'opera artistica, eseguita con un aspetto massiccio e mastodontico, greve e pesante, anziché con aspetto solenne e grandioso».  Altri giudizi, benché meno severi, sottolinearono che «di fronte agli occhi abbagliati dallo splendore fastoso di una messa in scena superba, il cuore ed il sentimento rimangono inerti e non paghi come incerta è la mente sempre in attesa di qualcosa che non c'è. Per cui si esce dal teatro scontenti, pur dovendo affermare che il lavoro è bello».
Anche in commenti più recenti, il film viene giudicato negativamente: «Ciò che pare strano è la quasi totale assenza di Beatrice. La lettura del copione non è esaltante. L'idea di far balenare dinnanzi agli occhi dello spettatore alcuni dei più famosi episodi della Commedia sembra essersi persa per via».
Dopo la scarso successo del film ed il fallimento della casa produttrice gli impianti cinematografici di Rifredi restarono attivi ancora una decina d'anni, venendo saltuariamente utilizzati – in due casi anche dalla M.G.M. – grazie alle scenografie medievali realizzati in occasione del Dante. Furono poi smantellati all'inizio degli anni trenta.
Di Dante nella vita e dei tempi suoi sono sopravvissute la sceneggiatura e due copie, attualmente conservate presso la Cineteca di Bologna ed una analoga istituzione spagnola.